# Miel Pagès
 (juillet 2023).
 (juillet 2023).
Œuvres principales
La Septième lèvre (éditions blast, 2022)
Miel Pagès est une poétesse, performeuse et vidéaste vivant à Toulouse.    
Sa poésie est populaire, vivante et politique, assumant un « feminist gaze ».    
Ses thèmes de prédilection sont le corps, les amours queer, la spiritualité, le désir, la rencontre et le rapport ville-campagne.   

## Biographie
Miel Pagès née à Cahors en 1993, dans une famille paysanne.[réf. nécessaire]. Elle poursuit ses études en Master Création littéraire Parcours Métiers de l'écriture à l'Université de Toulouse Jean-Jaurès et suit la Formation L'Acteur au Présent du Théâtre 2 l'Acte.[réf. nécessaire].  
Miel Pagès commence à œuvrer à l'écriture multimédia de vidéo-poèmes après une rencontre avec Laura Vazquez à Montpellier en 2019.[réf. nécessaire]
Elle participe au mouvement LittéraTube, dès 2020 en publiant ses vidéo-poèmes sur sa chaîne Youtube classée dans le répertoire des chaînes YouTube & littérature par le groupe de recherche Littératube. Elle participe aux 1ères rencontres nationales YouTube & littérature, à Evry, les 13 et 14 mai 2022.   
Avec les poètes Al Baylac et Manon Alla, elle co-fonde en 2020, Rose Virgule festival des poésies actuelles et vivantes, à Toulouse.  [réf. nécessaire]
Elle mène des projets d’écriture pour la scène avec L’Oiseau dans la Bouche, une compagnie de théâtre poético-burlesque attachée aux valeurs d’entraide féministe et queer.   
Elle performe ses poèmes et fait du cabaret drag-king avec son persona Malfrat du 46 dans plusieurs lieux interlopes et populaires (cabaret, café culturel associatif, bar lesbien, bibliothèque féministe queer, centre social autogéré).  
Son premier recueil de poésie La Septième lèvre est publié en 2022 aux éditions blast. 
Comédienne spécialisée dans le travail de la voix-off, elle anime aussi des ateliers d'écriture et de vidéos-poèmes comme lors du Girls Don’t Cry Festival 2022.
En 2023, elle reçoit le Prix du Meilleur Vidéo-Poème dans le cadre du Concours international de vidéo-poèmes de La Factorie - Maison de Poésie / Normandie.   

## Œuvres
(juillet 2023).

### Recueil de poésie
- Miel Pagès, La Septième lèvre, éditions Blast, 2022
- Miel Pagès, Les sublimations, éditions Blast, 2024

### Recueil collectif de poésie
- La Filée collectif, Blindée d'innocence, autoédition originale collectif La Filée, 2015 ; ré-édité par Nœuds Éditions, 2021

### Publications dans revues
- Accueillir l'os, revue Le Pied, Montréal, 2015.
- Il n'y a pas de joli dépeçage, revue Lapsus, Montréal, 2015.
- Bêtes à love, revue Grenades, Montréal, 2017.
- Mouvement de l'abri, revue Féminétudes, Montréal, 2018.
- Médée pas de mots, revue Dissonnances, Paris, 2020.
- Les dents laides, revue En Marges, France, 2020.
- Un citron gelé, revue Gros Gris, France, 2021.
- Une [sic] entracte contre ma vulve, revue Vol, Toulouse, 2021.
- Britney, revue Saturne, Montréal, 2021.
- Là là, revue Tract, France, 2021.

### Expositions collectives
- DUR·E·S À QUEER 2.0, Galerie des Publics - Les Abattoirs, Musée - Frac Occitanie, Toulouse, 2021
- Délit – poésies au format dé-livré[18], Centre culturel Bellegarde, Toulouse, 2022

### Théâtre et performance
- Dictée / spectacle érotico-littéraire[19], 2022
- La fontaine à poèmes[20]. Entresort poétique, 2022
- La Nuit Bleu.e Queer, Show drag et Concert Duchesse Bleue, 2023
- Performance/lecture à partir des textes du recueil La Septième Lèvre[21], 2022-2023

## Prix
- 2023 : Prix du Meilleur Vidéo-Poème[22] dans le cadre du Concours international de vidéo-poèmes de La Factorie - Maison de Poésie / Normandie avec « que nuit soit »[23].